# Anostirus
Genre
Anostirus est un genre d'insectes de l'ordre des coléoptères et de la famille des élatéridés.

## Liste des espèces
Selon GBIF (25 décembre 2023) :
- Anostirus atropilosus (Buysson, 1897)
- Anostirus bipunctatus (W.J.Brown, 1936)
- Anostirus castaneus (Linnaeus, 1758)
- Anostirus cerrutii Binaghi, 1940
- Anostirus daimio
- Anostirus dalmatinus G.Muller, 1925
- Anostirus eschscholtzi (Faldermann, 1835) Faldermann, 1835
- Anostirus gabilloti (Pic, 1907)
- Anostirus gracilicollis (Stierlin, 1896)
- Anostirus gudenzii Platia, 1983
- Anostirus haemapterus (Illiger, 1807)
- Anostirus jarmilae Cechovsky & Platia, 1991
- Anostirus lauianus Wurst, 1994
- Anostirus lederi (Heyden, 1878) Heyden, 1878
- Anostirus marginatus (Pic, 1931)
- Anostirus parumcostatus (Buysson, 1894)
- Anostirus pseudosulphuripennis Binaghi, 1940
- Anostirus purpureus (Poda, 1761)
- Anostirus reissi (Reitter, 1913)
- Anostirus saltinii Cate, Platia & Schimmel, 2002
- Anostirus stramineipennis Binaghi, 1940
- Anostirus sulphuripennis (Germar, 1843)
- Anostirus teheranus Binaghi, 1940
- Anostirus turkestanicus
- Anostirus vernalis (Hentz, 1827)
- Anostirus zenii (Rosenhauer, 1856)

### Publication originale
- C. G. Thomson (1859). Skandinaviens Coleoptera, synoptiskt bearbetade, Tom 1. Berlingska Boktryckeriet, Lund. 290 pp. [lire en ligne], 103 pages.